# Lou Rhodes

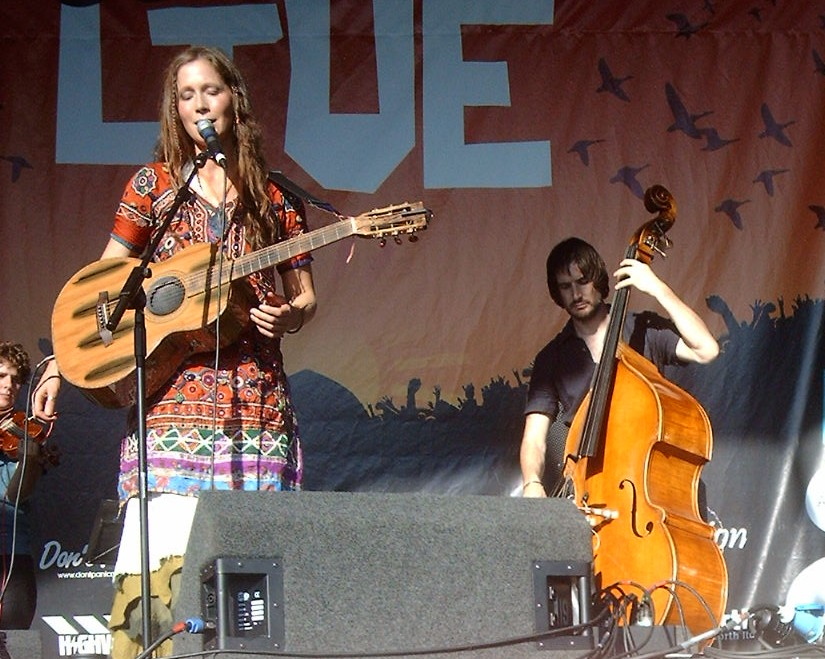
Lou Rhodes em Londres, Março de 2006

Lou Rhodes é uma cantora de Manchester, Inglaterra, ela vive atualmente em Wiltshire . Além de ter feito os vocais e letras da banda Lamb, Rhodes lançou dois álbuns solo: Beloved One e Bloom. Rhodes já trabalhou também com 808 State, Funkstorung, Pale 3, Sugizo, Plump Djs, Sheila Chandra, Eliza Carthy, AON, e The Cinematic Orchestra em Ma Fleur.

## Carreira Solo
Rhodes inaugurou sua própria gravadora, 'Infinite Bloom', no início de 2006, para lançar seu primeiro álbum solo, Beloved One que foi indicado para o Nationwide Mercury Music Prize no mesmo ano, esse álbum explorava o lado "Folk" de Rhodes, que não era utilizado por ela em sua época no Lamb, embora canções como "Fortress" sejam uma espécie de reminiscência de sua época no Lamb.
Embora o Lamb seja famoso pela mistura do Trip Hop com Jazz e elementos de Drum and Bass, o trabalho solo de Rhodes é mais "orgânico" e com raízes no música Folk.
Em maio de 2007 Rhodes teve que cancelar sua turnê pelo Reino Unido devido a morte de sua irmã. Rhodes se apresentou no Glastonbury Festival em 2005 e em 2007 em "The Park", que foi organizado por Emily Eavis.
Lou Rhodes lançou seu primeiro single, "The Rain", em 24 de setembro de 2007, retirado do "altamente antecipado" segundo álbum de Lou, "Bloom", lançado em primeiro de Outubro de 2007 pela A&G Records/Infinite Bloom.
Rhodes lançou o novo álbum "Bloom" atráves A&G Records/Infinite Bloom em 1 de setembro de 2007, o qual ganhou 3 estrelas pela revista Q Magazine. Ela irá fazer a turnê deste álbum aproximadamente em Outubro/Novembro deste ano, (2008).

## Discografia

### Álbuns
- 2006 Beloved One
- 2007 Bloom (A&G Records)

## Singles
- 2006 Tremble
- 2007 The Rain (A&G Records)